# 종상 화산

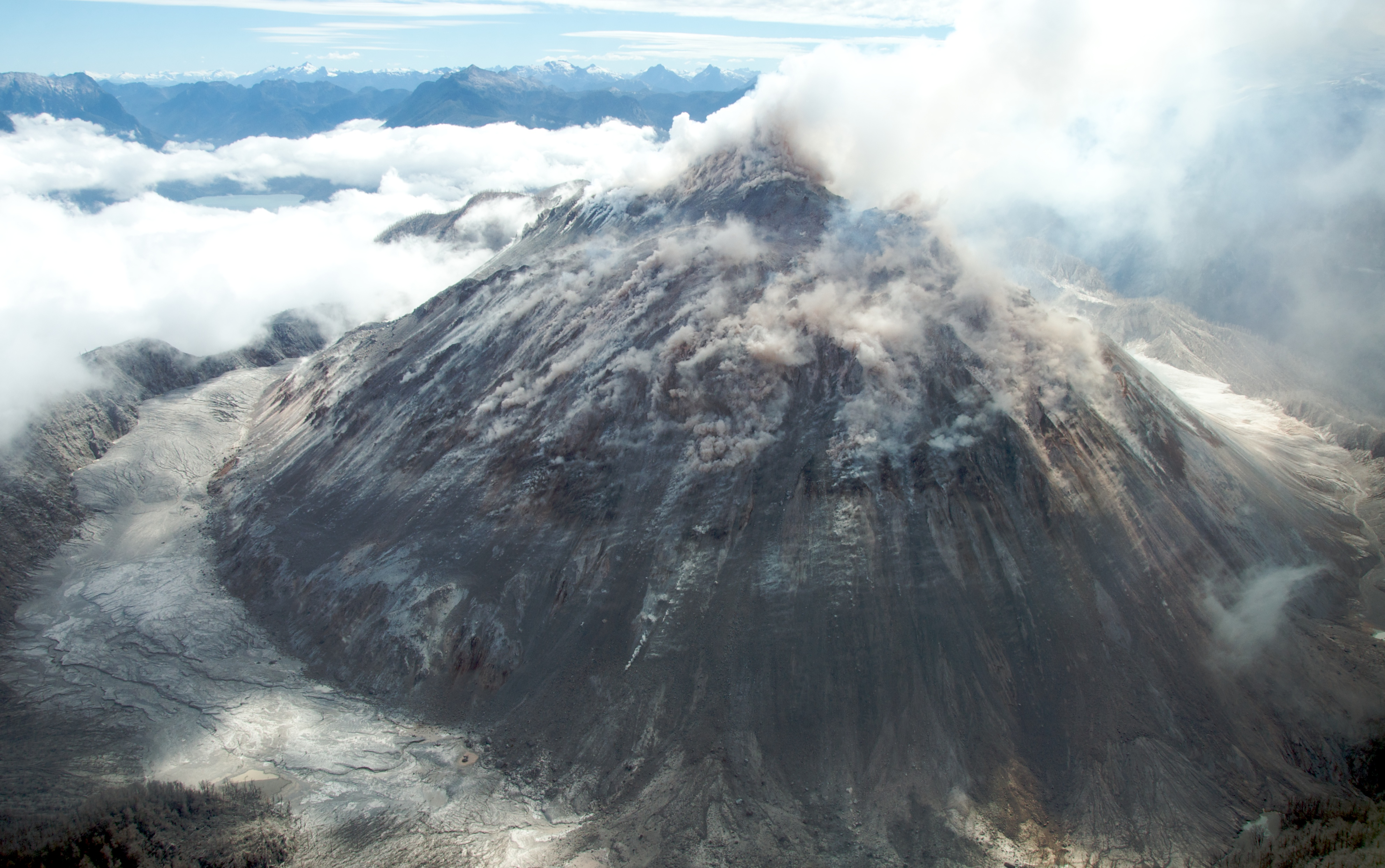
차이텐 화산에 있는 용암 돔. 종상 화산이다.

종상 화산(鐘狀火山)은 점성이 매우 큰 용암이 분출하여 만들어진 화산이다. 용암 돔(Lava Dome)이라고도 한다. 대체로 용암이 굳어 화구가 메워져 화구가 없는 경우도 많다. 세인트헬렌스 산 분화구 안의 용암 돔, 산방산, 쇼와신 산 등의 예가 있다.
한국에서는 백두산의 산정부와 한라산의 산정부가 종상 화산체에 해당한다.